# 松葉夕子
松葉 夕子（まつば ゆうこ、1955年5月8日 - )は、日本の女優。東京都出身。血液型はAB型。

## 来歴・人物
1970年代後半から1980年代半ばにかけて、東映作品を中心にテレビドラマ、映画で活躍。代表作に『忍者キャプター』（東京12チャンネル）など。
『忍者キャプター』降板についてプロデューサーの平山亨は2008年8月8日発売の『忍者キャプター』DVD3巻の解説書のインタビューで「結婚を理由に降板したと記憶している」と証言している。

## 出演

### テレビドラマ
- 忍者キャプター（1976年、東京12チャンネル） -　花忍キャプター3（初代）/ 桜小路マリア　※第26話「風魔烈風! 死す!!」まで